# Rancho Nuevo Michapita
Rancho Nuevo Michapita är en ort i Mexiko.   Den ligger i kommunen Huaquechula och delstaten Puebla, i den sydöstra delen av landet, 100 km sydost om huvudstaden Mexico City. Rancho Nuevo Michapita ligger 1 370 meter över havet och antalet invånare är 144.
Terrängen runt Rancho Nuevo Michapita är kuperad åt nordost, men åt sydväst är den platt. Runt Rancho Nuevo Michapita är det ganska tätbefolkat, med 120 invånare per kvadratkilometer. Närmaste större samhälle är Calmeca, 6,0 km sydost om Rancho Nuevo Michapita. I omgivningarna runt Rancho Nuevo Michapita växer huvudsakligen savannskog.